# Coppa del Portogallo 1997-1998 (hockey su pista)
La Coppa del Portogallo 1997-1998 è stata la 25ª edizione della principale coppa nazionale portoghese di hockey su pista. La competizione si è conclusa il 1º giugno 1998. Il trofeo è stato conquistato dal Porto per l'ottava volta nella sua storia superando in finale il Benfica.

## Risultati

### Quarti di finale
| Squadra 1        | Risultato | Squadra 2  |
| ---------------- | --------- | ---------- |
| Riba De Ave      | 9 - 4     | Marinhense |
| Marco            | 3 - 12    | Benfica    |
| Alenquer Benfica | 4 - 5     | Porto      |
| Barcelos         | ? - ?     | ?          |

### Final Four

#### Semifinali
| Lousada 1º giugno 1998 | Barcelos | 4 – 5 | Porto |  |

| Lousada 1º giugno 1998 | Benfica | 8 – 2 | Riba De Ave |  |

#### Finale
| Lousada 1º giugno 1998 | Benfica | 4 – 7 | Porto |  |